# 児玉高志
児玉 高志（こだま たかし、1951年4月7日 - ）は、日本の映画監督、東京工芸大学芸術学部映像学科教授。東京都出身。

## 来歴
千葉大学卒業後、1975年に日活に助監督として入社。白鳥信一、藤井克彦に師事。1982年に『受験慰安婦』で監督デビュー。1985年に、にっかつを退社。1987年より、半沢浩のフィルム・シティに所属。
1988年にロマンポルノのアンソロジー映画『ザッツ・ロマンポルノ 女神たちの微笑み』で構成・監督を手掛け、17年間続いたロマンポルノの終焉に花を添えた。
その後、Vシネマやテレビの平成ウルトラマンシリーズなどでメガホンをとった。
父は映画評論家の児玉数夫。

## 主な作品

### 映画

#### 監督
- 『受験慰安婦』（1982年）
- 『ケンちゃんちのお姉さん』（1983年）
- 『制服ワイセツ犯 性魔』（1986年）
- 『実録ソープ嬢スキャンダル 裂く!』（1987年）
- 『ザッツ・ロマンポルノ 女神たちの微笑み』（1988年）-  構成・監督
- 『熱血ゴルフ倶楽部』（1994年）-  一般映画デビュー作
- 『誘う女』（1995年）

#### プロデューサー
- 『踊る乳房』（1984年）
- 『妖艶・肉縛り』（1987年）
- 『冴島奈緒　アクメ記念日』（1988年）
- 『女帝』（2000年）

### テレビ
- 『ウルトラマンダイナ』（1998年）
- 『ウルトラマンガイア』（1998年）

## 関連事項
- 半沢浩
- 福沢正典
- 伴一彦